# PLIB
PLIB è un insieme di librerie portabili Open Source per i giochi su pc, inizialmente scritte da Steve Baker nel 1997 distribuite sotto licenza LGPL.
Le PLIB includono effetti sonori, musica, un motore 3D completo, rendering dei font, una semplice libreria di finestre, un semplice linguaggio di scripting, una GUI, networking, librerie matematiche Per il 3D ed una collezione di funzioni e utility. Sono tutte portabili al 100% tra quasi tutte le moderne piattaforme di computer. Ogni componente delle librerie è abbastanza indipendente dagli altri, questo serve ad incoraggiare la sostituzione con altre librerie quali SDL o FLTK.
Le PLIB sono state usate da molti progetti (non solo giochi, e non tutti open source) ma non sono tuttora adottate dagli sviluppatori software dopo il loro iniziale sviluppo. (i.e.., la tecnologia shader), per questo risulta ora antiquata e raramente usata per i nuovi progetti. Sebbene ai giorni d'oggi esistano migliori sostituiti portabili ed Open Source per ognuno dei suoi componenti, un simile insieme e completo di librerie non esiste.